# Pelourinho de Beringel
O Pelourinho de Beringel localiza-se na freguesia de Beringel, no município de Beja, distrito de Beja, em Portugal. Encontra-se classificado como Imóvel de Interesse Público desde 1933.